# ترت-آمیل متیل اتر
ترت-آمیل متیل اتر (به انگلیسی: Tert-Amyl methyl ether) یک ترکیب شیمیایی با شناسه پاب‌کم ۶۱۲۴۷ است. شکل ظاهری این ترکیب، مایع بی‌رنگ است.